# Franck Manga Guela
Franck Manga "Did'dy" Guela (Abidjan, 19. lipnja 1986.) bivši je nogometaš iz Obale Bjelokosti. 

## Nogometni put
Prije dolaska u NK Dinamo Zagreb igrao je u tri grčka kluba Anagennisi Karditsa, Veroia FC, Kerkyra FC. U Kerkyri je ostavio duboki trag i tako zapeo za oko Dinamovim skautima. Dinamo ga je doveo bez oštete, jer mu je u Kerkyri istekao ugovor. Prije Grčke imao je i jednu kratku epizodu u Južno-afričkoj Republici (Mamelodi Sundowns FC).

## Vanjske poveznice
- Guela.eu  Arhivirana inačica izvorne stranice od 14. kolovoza 2020. (Wayback Machine) Službena stranica
- Profil NogometniMagazin